# Klomnock
Klomnock är ett berg i Österrike.   Det ligger i distriktet Feldkirchen och förbundslandet Kärnten, i den centrala delen av landet, 250 km sydväst om huvudstaden Wien. Toppen på Klomnock är 2 331 meter över havet, eller 370 meter över den omgivande terrängen. Bredden vid basen är 7,3 km.
Terrängen runt Klomnock är bergig söderut, men norrut är den kuperad. Närmaste större samhälle är Radenthein, 10,8 km sydväst om Klomnock. 
I omgivningarna runt Klomnock växer i huvudsak blandskog. Runt Klomnock är det ganska tätbefolkat, med 54 invånare per kvadratkilometer.